# Robert Beugré Mambé

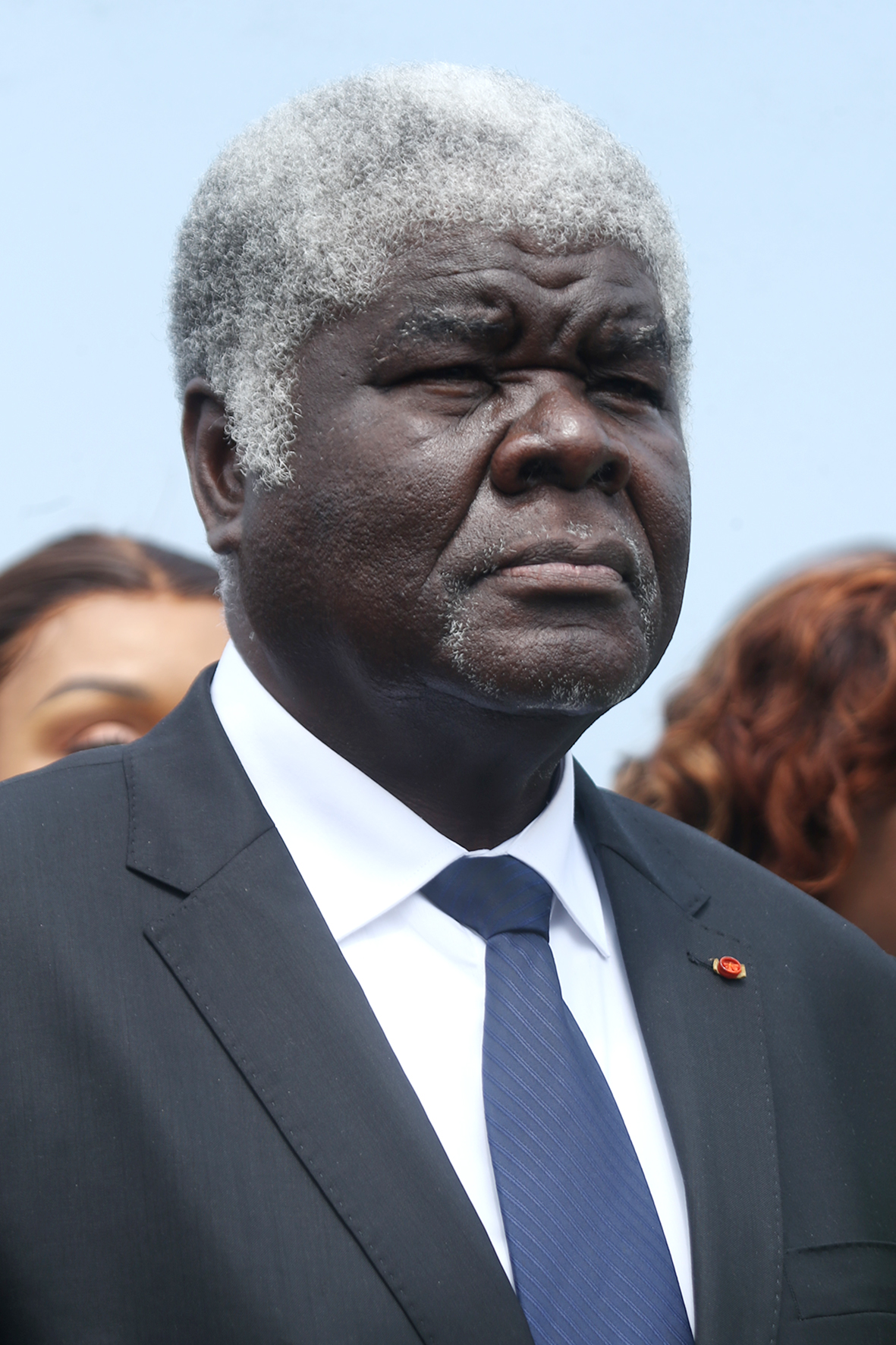
Robert Beugré Mambé (2012)

Robert Beugré Mambé (* 1. Januar 1952 in Abiaté) ist ein ivorischer Politiker des Rassemblement des Républicains (RDR) und Premierminister der Elfenbeinküste.

## Leben
Beugré Mambé studierte Bauingenieurwesen an der École nationale supérieure des travaux publics und schloss das Studium 1976 ab. Anschließend studierte er in Paris am Centre des hautes études de la construction und der École nationale des ponts et chaussées. Von  1977 bis 1981 war er Abteilungsleiter im Bureau central des études techniques der Elfenbeinküste und später bis 2010 Präsident der Wahlkommission des Landes.
Im April 2011 wurde Beugré Mambé zum Gouverneur des Distrikts Abidjan ernannt. Am 16. Oktober 2023 wurde er von Staatspräsident Alassane Ouattara zum Premierminister ernannt.